# Unicodeblock Symbole für Retrocomputer
Der Unicodeblock Symbole für Retrocomputer (engl. Symbols for Legacy Computing, U+1FB00 bis U+1FBFF) enthält Symbole, die den Zeichensätzen verschiedener Heimcomputermodelle der 1970er- und 1980er-Jahre, sowie dem Teletext-Standard entstammen. Darunter sind auch eine Reihe von Blockgrafiken, welche die Blöcke Rahmenzeichnung und Blockelemente ergänzen.
Zu den Systemen, deren Zeichensätze berücksichtigt wurden, zählen Amstrad CPC, MSX, Mattel Aquarius, RISC OS, Apple IIc, Atari ST, Tandy TRS-80, Oric, TI-99/4A, Minitel, Teletext, ATASCII, PETSCII, sowie Sinclair ZX80 und ZX81.

## Tabelle
| Unicodenummer    | Zeichen (400 %) | Kategorie      | Bidirektionale Klasse     | Offizielle Bezeichnung                                                                   | Beschreibung                                                                                               |
| ---------------- | --------------- | -------------- | ------------------------- | ---------------------------------------------------------------------------------------- | --- |
| U+1FB00 (129792) | 🬀               | anderes Symbol | anderes neutrales Zeichen | BLOCK SEXTANT-1                                                                          | Block-Sextant 1                                                                                            |
| U+1FB01 (129793) | 🬁               | anderes Symbol | anderes neutrales Zeichen | BLOCK SEXTANT-2                                                                          | Block-Sextant 2                                                                                            |
| U+1FB02 (129794) | 🬂               | anderes Symbol | anderes neutrales Zeichen | BLOCK SEXTANT-12                                                                         | Block-Sextant 1, 2                                                                                         |
| U+1FB03 (129795) | 🬃               | anderes Symbol | anderes neutrales Zeichen | BLOCK SEXTANT-3                                                                          | Block-Sextant 3                                                                                            |
| U+1FB04 (129796) | 🬄               | anderes Symbol | anderes neutrales Zeichen | BLOCK SEXTANT-13                                                                         | Block-Sextant 1, 3                                                                                         |
| U+1FB05 (129797) | 🬅               | anderes Symbol | anderes neutrales Zeichen | BLOCK SEXTANT-23                                                                         | Block-Sextant 2, 3                                                                                         |
| U+1FB06 (129798) | 🬆               | anderes Symbol | anderes neutrales Zeichen | BLOCK SEXTANT-123                                                                        | Block-Sextant 1, 2, 3                                                                                      |
| U+1FB07 (129799) | 🬇               | anderes Symbol | anderes neutrales Zeichen | BLOCK SEXTANT-4                                                                          | Block-Sextant 4                                                                                            |
| U+1FB08 (129800) | 🬈               | anderes Symbol | anderes neutrales Zeichen | BLOCK SEXTANT-14                                                                         | Block-Sextant 1, 4                                                                                         |
| U+1FB09 (129801) | 🬉               | anderes Symbol | anderes neutrales Zeichen | BLOCK SEXTANT-24                                                                         | Block-Sextant 2, 4                                                                                         |
| U+1FB0A (129802) | 🬊               | anderes Symbol | anderes neutrales Zeichen | BLOCK SEXTANT-124                                                                        | Block-Sextant 1, 2, 4                                                                                      |
| U+1FB0B (129803) | 🬋               | anderes Symbol | anderes neutrales Zeichen | BLOCK SEXTANT-34                                                                         | Block-Sextant 3, 4                                                                                         |
| U+1FB0C (129804) | 🬌               | anderes Symbol | anderes neutrales Zeichen | BLOCK SEXTANT-134                                                                        | Block-Sextant 1, 3, 4                                                                                      |
| U+1FB0D (129805) | 🬍               | anderes Symbol | anderes neutrales Zeichen | BLOCK SEXTANT-234                                                                        | Block-Sextant 2, 3, 4                                                                                      |
| U+1FB0E (129806) | 🬎               | anderes Symbol | anderes neutrales Zeichen | BLOCK SEXTANT-1234                                                                       | Block-Sextant 1, 2, 3, 4                                                                                   |
| U+1FB0F (129807) | 🬏               | anderes Symbol | anderes neutrales Zeichen | BLOCK SEXTANT-5                                                                          | Block-Sextant 5                                                                                            |
| U+1FB10 (129808) | 🬐               | anderes Symbol | anderes neutrales Zeichen | BLOCK SEXTANT-15                                                                         | Block-Sextant 1, 5                                                                                         |
| U+1FB11 (129809) | 🬑               | anderes Symbol | anderes neutrales Zeichen | BLOCK SEXTANT-25                                                                         | Block-Sextant 2, 5                                                                                         |
| U+1FB12 (129810) | 🬒               | anderes Symbol | anderes neutrales Zeichen | BLOCK SEXTANT-125                                                                        | Block-Sextant 1, 2, 5                                                                                      |
| U+1FB13 (129811) | 🬓               | anderes Symbol | anderes neutrales Zeichen | BLOCK SEXTANT-35                                                                         | Block-Sextant 3, 5                                                                                         |
| U+1FB14 (129812) | 🬔               | anderes Symbol | anderes neutrales Zeichen | BLOCK SEXTANT-235                                                                        | Block-Sextant 2, 3, 5                                                                                      |
| U+1FB15 (129813) | 🬕               | anderes Symbol | anderes neutrales Zeichen | BLOCK SEXTANT-1235                                                                       | Block-Sextant 1, 2, 3, 5                                                                                   |
| U+1FB16 (129814) | 🬖               | anderes Symbol | anderes neutrales Zeichen | BLOCK SEXTANT-45                                                                         | Block-Sextant 4, 5                                                                                         |
| U+1FB17 (129815) | 🬗               | anderes Symbol | anderes neutrales Zeichen | BLOCK SEXTANT-145                                                                        | Block-Sextant 1, 4, 5                                                                                      |
| U+1FB18 (129816) | 🬘               | anderes Symbol | anderes neutrales Zeichen | BLOCK SEXTANT-245                                                                        | Block-Sextant 2, 4, 5                                                                                      |
| U+1FB19 (129817) | 🬙               | anderes Symbol | anderes neutrales Zeichen | BLOCK SEXTANT-1245                                                                       | Block-Sextant 1, 2, 4, 5                                                                                   |
| U+1FB1A (129818) | 🬚               | anderes Symbol | anderes neutrales Zeichen | BLOCK SEXTANT-345                                                                        | Block-Sextant 3, 4, 5                                                                                      |
| U+1FB1B (129819) | 🬛               | anderes Symbol | anderes neutrales Zeichen | BLOCK SEXTANT-1345                                                                       | Block-Sextant 1, 3, 4, 5                                                                                   |
| U+1FB1C (129820) | 🬜               | anderes Symbol | anderes neutrales Zeichen | BLOCK SEXTANT-2345                                                                       | Block-Sextant 2, 3, 4, 5                                                                                   |
| U+1FB1D (129821) | 🬝               | anderes Symbol | anderes neutrales Zeichen | BLOCK SEXTANT-12345                                                                      | Block-Sextant 1, 2, 3, 4, 5                                                                                |
| U+1FB1E (129822) | 🬞               | anderes Symbol | anderes neutrales Zeichen | BLOCK SEXTANT-6                                                                          | Block-Sextant 6                                                                                            |
| U+1FB1F (129823) | 🬟               | anderes Symbol | anderes neutrales Zeichen | BLOCK SEXTANT-16                                                                         | Block-Sextant 1, 6                                                                                         |
| U+1FB20 (129824) | 🬠               | anderes Symbol | anderes neutrales Zeichen | BLOCK SEXTANT-26                                                                         | Block-Sextant 2, 6                                                                                         |
| U+1FB21 (129825) | 🬡               | anderes Symbol | anderes neutrales Zeichen | BLOCK SEXTANT-126                                                                        | Block-Sextant 1, 2, 6                                                                                      |
| U+1FB22 (129826) | 🬢               | anderes Symbol | anderes neutrales Zeichen | BLOCK SEXTANT-36                                                                         | Block-Sextant 3, 6                                                                                         |
| U+1FB23 (129827) | 🬣               | anderes Symbol | anderes neutrales Zeichen | BLOCK SEXTANT-136                                                                        | Block-Sextant 1, 3, 6                                                                                      |
| U+1FB24 (129828) | 🬤               | anderes Symbol | anderes neutrales Zeichen | BLOCK SEXTANT-236                                                                        | Block-Sextant 2, 3, 6                                                                                      |
| U+1FB25 (129829) | 🬥               | anderes Symbol | anderes neutrales Zeichen | BLOCK SEXTANT-1236                                                                       | Block-Sextant 1, 2, 3, 6                                                                                   |
| U+1FB26 (129830) | 🬦               | anderes Symbol | anderes neutrales Zeichen | BLOCK SEXTANT-46                                                                         | Block-Sextant 4, 6                                                                                         |
| U+1FB27 (129831) | 🬧               | anderes Symbol | anderes neutrales Zeichen | BLOCK SEXTANT-146                                                                        | Block-Sextant 1, 4, 6                                                                                      |
| U+1FB28 (129832) | 🬨               | anderes Symbol | anderes neutrales Zeichen | BLOCK SEXTANT-1246                                                                       | Block-Sextant 1, 2, 4, 6                                                                                   |
| U+1FB29 (129833) | 🬩               | anderes Symbol | anderes neutrales Zeichen | BLOCK SEXTANT-346                                                                        | Block-Sextant 3, 4, 6                                                                                      |
| U+1FB2A (129834) | 🬪               | anderes Symbol | anderes neutrales Zeichen | BLOCK SEXTANT-1346                                                                       | Block-Sextant 1, 3, 4, 6                                                                                   |
| U+1FB2B (129835) | 🬫               | anderes Symbol | anderes neutrales Zeichen | BLOCK SEXTANT-2346                                                                       | Block-Sextant 2, 3, 4, 6                                                                                   |
| U+1FB2C (129836) | 🬬               | anderes Symbol | anderes neutrales Zeichen | BLOCK SEXTANT-12346                                                                      | Block-Sextant 1, 2, 3, 4, 6                                                                                |
| U+1FB2D (129837) | 🬭               | anderes Symbol | anderes neutrales Zeichen | BLOCK SEXTANT-56                                                                         | Block-Sextant 5, 6                                                                                         |
| U+1FB2E (129838) | 🬮               | anderes Symbol | anderes neutrales Zeichen | BLOCK SEXTANT-156                                                                        | Block-Sextant 1, 5, 6                                                                                      |
| U+1FB2F (129839) | 🬯               | anderes Symbol | anderes neutrales Zeichen | BLOCK SEXTANT-256                                                                        | Block-Sextant 2, 5, 6                                                                                      |
| U+1FB30 (129840) | 🬰               | anderes Symbol | anderes neutrales Zeichen | BLOCK SEXTANT-1256                                                                       | Block-Sextant 1, 2, 5, 6                                                                                   |
| U+1FB31 (129841) | 🬱               | anderes Symbol | anderes neutrales Zeichen | BLOCK SEXTANT-356                                                                        | Block-Sextant 3, 5, 6                                                                                      |
| U+1FB32 (129842) | 🬲               | anderes Symbol | anderes neutrales Zeichen | BLOCK SEXTANT-1356                                                                       | Block-Sextant 1, 3, 5, 6                                                                                   |
| U+1FB33 (129843) | 🬳               | anderes Symbol | anderes neutrales Zeichen | BLOCK SEXTANT-2356                                                                       | Block-Sextant 2, 3, 5, 6                                                                                   |
| U+1FB34 (129844) | 🬴               | anderes Symbol | anderes neutrales Zeichen | BLOCK SEXTANT-12356                                                                      | Block-Sextant 1, 2, 3, 5, 6                                                                                |
| U+1FB35 (129845) | 🬵               | anderes Symbol | anderes neutrales Zeichen | BLOCK SEXTANT-456                                                                        | Block-Sextant 4, 5, 6                                                                                      |
| U+1FB36 (129846) | 🬶               | anderes Symbol | anderes neutrales Zeichen | BLOCK SEXTANT-1456                                                                       | Block-Sextant 1, 4, 5, 6                                                                                   |
| U+1FB37 (129847) | 🬷               | anderes Symbol | anderes neutrales Zeichen | BLOCK SEXTANT-2456                                                                       | Block-Sextant 2, 4, 5, 6                                                                                   |
| U+1FB38 (129848) | 🬸               | anderes Symbol | anderes neutrales Zeichen | BLOCK SEXTANT-12456                                                                      | Block-Sextant 1, 2, 4, 5, 6                                                                                |
| U+1FB39 (129849) | 🬹               | anderes Symbol | anderes neutrales Zeichen | BLOCK SEXTANT-3456                                                                       | Block-Sextant 3, 4, 5, 6                                                                                   |
| U+1FB3A (129850) | 🬺               | anderes Symbol | anderes neutrales Zeichen | BLOCK SEXTANT-13456                                                                      | Block-Sextant 1, 3, 4, 5, 6                                                                                |
| U+1FB3B (129851) | 🬻               | anderes Symbol | anderes neutrales Zeichen | BLOCK SEXTANT-23456                                                                      | Block-Sextant 2, 3, 4, 5, 6                                                                                |
| U+1FB3C (129852) | 🬼               | anderes Symbol | anderes neutrales Zeichen | LOWER LEFT BLOCK DIAGONAL LOWER MIDDLE LEFT TO LOWER CENTRE                              | Unterer, linker, diagonal abgeschnittener Block, halbunten-links nach unten-zentriert                      |
| U+1FB3D (129853) | 🬽               | anderes Symbol | anderes neutrales Zeichen | LOWER LEFT BLOCK DIAGONAL LOWER MIDDLE LEFT TO LOWER RIGHT                               | Unterer, linker, diagonal abgeschnittener Block, halbunten-links nach unten-rechts                         |
| U+1FB3E (129854) | 🬾               | anderes Symbol | anderes neutrales Zeichen | LOWER LEFT BLOCK DIAGONAL UPPER MIDDLE LEFT TO LOWER CENTRE                              | Unterer, linker, diagonal abgeschnittener Block, halboben-links nach unten-zentriert                       |
| U+1FB3F (129855) | 🬿               | anderes Symbol | anderes neutrales Zeichen | LOWER LEFT BLOCK DIAGONAL UPPER MIDDLE LEFT TO LOWER RIGHT                               | Unterer, linker, diagonal abgeschnittener Block, halboben-links nach unten-rechts                          |
| U+1FB40 (129856) | 🭀               | anderes Symbol | anderes neutrales Zeichen | LOWER LEFT BLOCK DIAGONAL UPPER LEFT TO LOWER CENTRE                                     | Unterer, linker, diagonal abgeschnittener Block, oben-links nach unten-zentriert                           |
| U+1FB41 (129857) | 🭁               | anderes Symbol | anderes neutrales Zeichen | LOWER RIGHT BLOCK DIAGONAL UPPER MIDDLE LEFT TO UPPER CENTRE                             | Unterer, rechter, diagonal abgeschnittener Block, halboben-links nach oben-zentriert                       |
| U+1FB42 (129858) | 🭂               | anderes Symbol | anderes neutrales Zeichen | LOWER RIGHT BLOCK DIAGONAL UPPER MIDDLE LEFT TO UPPER RIGHT                              | Unterer, rechter, diagonal abgeschnittener Block, halboben-links nach oben-rechts                          |
| U+1FB43 (129859) | 🭃               | anderes Symbol | anderes neutrales Zeichen | LOWER RIGHT BLOCK DIAGONAL LOWER MIDDLE LEFT TO UPPER CENTRE                             | Unterer, rechter, diagonal abgeschnittener Block, halbunten-links nach oben-zentriert                      |
| U+1FB44 (129860) | 🭄               | anderes Symbol | anderes neutrales Zeichen | LOWER RIGHT BLOCK DIAGONAL LOWER MIDDLE LEFT TO UPPER RIGHT                              | Unterer, rechter, diagonal abgeschnittener Block, halbunten-links nach Oben-Recht                          |
| U+1FB45 (129861) | 🭅               | anderes Symbol | anderes neutrales Zeichen | LOWER RIGHT BLOCK DIAGONAL LOWER LEFT TO UPPER CENTRE                                    | Unterer, rechter, diagonal abgeschnittener Block, unten-links nach oben-zentriert                          |
| U+1FB46 (129862) | 🭆               | anderes Symbol | anderes neutrales Zeichen | LOWER RIGHT BLOCK DIAGONAL LOWER MIDDLE LEFT TO UPPER MIDDLE RIGHT                       | Unterer, rechter, diagonal abgeschnittener Block, halbunten-links nach halboben-rechts                     |
| U+1FB47 (129863) | 🭇               | anderes Symbol | anderes neutrales Zeichen | LOWER RIGHT BLOCK DIAGONAL LOWER CENTRE TO LOWER MIDDLE RIGHT                            | Unterer, rechter, diagonal abgeschnittener Block, unten-zentriert nach halbunten-rechts                    |
| U+1FB48 (129864) | 🭈               | anderes Symbol | anderes neutrales Zeichen | LOWER RIGHT BLOCK DIAGONAL LOWER LEFT TO LOWER MIDDLE RIGHT                              | Unterer, rechter, diagonal abgeschnittener Block, unten-links nach halbunten-rechts                        |
| U+1FB49 (129865) | 🭉               | anderes Symbol | anderes neutrales Zeichen | LOWER RIGHT BLOCK DIAGONAL LOWER CENTRE TO UPPER MIDDLE RIGHT                            | Unterer, rechter, diagonal abgeschnittener Block, unten-zentriert nach halboben-rechts                     |
| U+1FB4A (129866) | 🭊               | anderes Symbol | anderes neutrales Zeichen | LOWER RIGHT BLOCK DIAGONAL LOWER LEFT TO UPPER MIDDLE RIGHT                              | Unterer, rechter, diagonal abgeschnittener Block, unten-links nach halboben-rechts                         |
| U+1FB4B (129867) | 🭋               | anderes Symbol | anderes neutrales Zeichen | LOWER RIGHT BLOCK DIAGONAL LOWER CENTRE TO UPPER RIGHT                                   | Unterer, rechter, diagonal abgeschnittener Block, unten-zentriert nach oben-rechts                         |
| U+1FB4C (129868) | 🭌               | anderes Symbol | anderes neutrales Zeichen | LOWER LEFT BLOCK DIAGONAL UPPER CENTRE TO UPPER MIDDLE RIGHT                             | Unterer, linker, diagonal abgeschnittener Block, oben-zentriert nach halboben-rechts                       |
| U+1FB4D (129869) | 🭍               | anderes Symbol | anderes neutrales Zeichen | LOWER LEFT BLOCK DIAGONAL UPPER LEFT TO UPPER MIDDLE RIGHT                               | Unterer, linker, diagonal abgeschnittener Block, oben-links nach halboben-rechts                           |
| U+1FB4E (129870) | 🭎               | anderes Symbol | anderes neutrales Zeichen | LOWER LEFT BLOCK DIAGONAL UPPER CENTRE TO LOWER MIDDLE RIGHT                             | Unterer, linker, diagonal abgeschnittener Block, oben-zentriert nach halbunten-rechts                      |
| U+1FB4F (129871) | 🭏               | anderes Symbol | anderes neutrales Zeichen | LOWER LEFT BLOCK DIAGONAL UPPER LEFT TO LOWER MIDDLE RIGHT                               | Unterer, linker, diagonal abgeschnittener Block, oben-links nach halbunten-rechts                          |
| U+1FB50 (129872) | 🭐               | anderes Symbol | anderes neutrales Zeichen | LOWER LEFT BLOCK DIAGONAL UPPER CENTRE TO LOWER RIGHT                                    | Unterer, linker, diagonal abgeschnittener Block, oben-zentriert nach unten-rechts                          |
| U+1FB51 (129873) | 🭑               | anderes Symbol | anderes neutrales Zeichen | LOWER LEFT BLOCK DIAGONAL UPPER MIDDLE LEFT TO LOWER MIDDLE RIGHT                        | Unterer, linker, diagonal abgeschnittener Block, halboben-links nach halbunten-rechts                      |
| U+1FB52 (129874) | 🭒               | anderes Symbol | anderes neutrales Zeichen | UPPER RIGHT BLOCK DIAGONAL LOWER MIDDLE LEFT TO LOWER CENTRE                             | Oberer, rechter, diagonal abgeschnittener Block, halbunten-links nach unten-zentriert                      |
| U+1FB53 (129875) | 🭓               | anderes Symbol | anderes neutrales Zeichen | UPPER RIGHT BLOCK DIAGONAL LOWER MIDDLE LEFT TO LOWER RIGHT                              | Oberer, rechter, diagonal abgeschnittener Block, halbunten-links nach unten-rechts                         |
| U+1FB54 (129876) | 🭔               | anderes Symbol | anderes neutrales Zeichen | UPPER RIGHT BLOCK DIAGONAL UPPER MIDDLE LEFT TO LOWER CENTRE                             | Oberer, rechter, diagonal abgeschnittener Block, halboben-links nach unten-zentriert                       |
| U+1FB55 (129877) | 🭕               | anderes Symbol | anderes neutrales Zeichen | UPPER RIGHT BLOCK DIAGONAL UPPER MIDDLE LEFT TO LOWER RIGHT                              | Oberer, rechter, diagonal abgeschnittener Block, halboben-links nach unten-rechts                          |
| U+1FB56 (129878) | 🭖               | anderes Symbol | anderes neutrales Zeichen | UPPER RIGHT BLOCK DIAGONAL UPPER LEFT TO LOWER CENTRE                                    | Oberer, rechter, diagonal abgeschnittener Block, oben-links nach unten-zentriert                           |
| U+1FB57 (129879) | 🭗               | anderes Symbol | anderes neutrales Zeichen | UPPER LEFT BLOCK DIAGONAL UPPER MIDDLE LEFT TO UPPER CENTRE                              | Oberer, linker, diagonal abgeschnittener Block, halboben-links nach oben-zentriert                         |
| U+1FB58 (129880) | 🭘               | anderes Symbol | anderes neutrales Zeichen | UPPER LEFT BLOCK DIAGONAL UPPER MIDDLE LEFT TO UPPER RIGHT                               | Oberer, linker, diagonal abgeschnittener Block, halboben-links nach oben-rechts                            |
| U+1FB59 (129881) | 🭙               | anderes Symbol | anderes neutrales Zeichen | UPPER LEFT BLOCK DIAGONAL LOWER MIDDLE LEFT TO UPPER CENTRE                              | Oberer, linker, diagonal abgeschnittener Block, halbunten-links nach oben-zentriert                        |
| U+1FB5A (129882) | 🭚               | anderes Symbol | anderes neutrales Zeichen | UPPER LEFT BLOCK DIAGONAL LOWER MIDDLE LEFT TO UPPER RIGHT                               | Oberer, linker, diagonal abgeschnittener Block, halbunten-links nach oben-rechts                           |
| U+1FB5B (129883) | 🭛               | anderes Symbol | anderes neutrales Zeichen | UPPER LEFT BLOCK DIAGONAL LOWER LEFT TO UPPER CENTRE                                     | Oberer, linker, diagonal abgeschnittener Block, unten-links nach oben-zentriert                            |
| U+1FB5C (129884) | 🭜               | anderes Symbol | anderes neutrales Zeichen | UPPER LEFT BLOCK DIAGONAL LOWER MIDDLE LEFT TO UPPER MIDDLE RIGHT                        | Oberer, linker, diagonal abgeschnittener Block, halbunten-links nach halboben-rechts                       |
| U+1FB5D (129885) | 🭝               | anderes Symbol | anderes neutrales Zeichen | UPPER LEFT BLOCK DIAGONAL LOWER CENTRE TO LOWER MIDDLE RIGHT                             | Oberer, linker, diagonal abgeschnittener Block, unten-zentriert nach halbunten-rechts                      |
| U+1FB5E (129886) | 🭞               | anderes Symbol | anderes neutrales Zeichen | UPPER LEFT BLOCK DIAGONAL LOWER LEFT TO LOWER MIDDLE RIGHT                               | Oberer, linker, diagonal abgeschnittener Block, unten-links nach halbunten-rechts                          |
| U+1FB5F (129887) | 🭟               | anderes Symbol | anderes neutrales Zeichen | UPPER LEFT BLOCK DIAGONAL LOWER CENTRE TO UPPER MIDDLE RIGHT                             | Oberer, linker, diagonal abgeschnittener Block, unten-zentriert nach halboben-rechts                       |
| U+1FB60 (129888) | 🭠               | anderes Symbol | anderes neutrales Zeichen | UPPER LEFT BLOCK DIAGONAL LOWER LEFT TO UPPER MIDDLE RIGHT                               | Oberer, linker, diagonal abgeschnittener Block, unten-links nach halboben-rechts                           |
| U+1FB61 (129889) | 🭡               | anderes Symbol | anderes neutrales Zeichen | UPPER LEFT BLOCK DIAGONAL LOWER CENTRE TO UPPER RIGHT                                    | Oberer, linker, diagonal abgeschnittener Block, unten-zentriert nach oben-rechts                           |
| U+1FB62 (129890) | 🭢               | anderes Symbol | anderes neutrales Zeichen | UPPER RIGHT BLOCK DIAGONAL UPPER CENTRE TO UPPER MIDDLE RIGHT                            | Oberer, rechter, diagonal abgeschnittener Block, oben-zentriert nach halboben-rechts                       |
| U+1FB63 (129891) | 🭣               | anderes Symbol | anderes neutrales Zeichen | UPPER RIGHT BLOCK DIAGONAL UPPER LEFT TO UPPER MIDDLE RIGHT                              | Oberer, rechter, diagonal abgeschnittener Block, oben-links nach halboben-rechts                           |
| U+1FB64 (129892) | 🭤               | anderes Symbol | anderes neutrales Zeichen | UPPER RIGHT BLOCK DIAGONAL UPPER CENTRE TO LOWER MIDDLE RIGHT                            | Oberer, rechter, diagonal abgeschnittener Block, oben-zentriert nach halbunten-rechts                      |
| U+1FB65 (129893) | 🭥               | anderes Symbol | anderes neutrales Zeichen | UPPER RIGHT BLOCK DIAGONAL UPPER LEFT TO LOWER MIDDLE RIGHT                              | Oberer, rechter, diagonal abgeschnittener Block, oben-links nach halbunten-rechts                          |
| U+1FB66 (129894) | 🭦               | anderes Symbol | anderes neutrales Zeichen | UPPER RIGHT BLOCK DIAGONAL UPPER CENTRE TO LOWER RIGHT                                   | Oberer, rechter, diagonal abgeschnittener Block, oben-zentriert nach unten-rechts                          |
| U+1FB67 (129895) | 🭧               | anderes Symbol | anderes neutrales Zeichen | UPPER RIGHT BLOCK DIAGONAL UPPER MIDDLE LEFT TO LOWER MIDDLE RIGHT                       | Oberer, rechter, diagonal abgeschnittener Block, halboben-links nach halbunten-rechts                      |
| U+1FB68 (129896) | 🭨               | anderes Symbol | anderes neutrales Zeichen | UPPER AND RIGHT AND LOWER TRIANGULAR THREE QUARTERS BLOCK                                | Oberer, rechter und linker dreieckiger Dreiviertelblock                                                    |
| U+1FB69 (129897) | 🭩               | anderes Symbol | anderes neutrales Zeichen | LEFT AND LOWER AND RIGHT TRIANGULAR THREE QUARTERS BLOCK                                 | Linker, unterer und rechter dreieckiger Dreiviertelblock                                                   |
| U+1FB6A (129898) | 🭪               | anderes Symbol | anderes neutrales Zeichen | UPPER AND LEFT AND LOWER TRIANGULAR THREE QUARTERS BLOCK                                 | Oberer, linker und unterer dreieckiger Dreiviertelblock                                                    |
| U+1FB6B (129899) | 🭫               | anderes Symbol | anderes neutrales Zeichen | LEFT AND UPPER AND RIGHT TRIANGULAR THREE QUARTERS BLOCK                                 | Linker, oberer und rechter dreieckiger Dreiviertelblock                                                    |
| U+1FB6C (129900) | 🭬               | anderes Symbol | anderes neutrales Zeichen | LEFT TRIANGULAR ONE QUARTER BLOCK                                                        | Linker dreieckiger Viertelblock                                                                            |
| U+1FB6D (129901) | 🭭               | anderes Symbol | anderes neutrales Zeichen | UPPER TRIANGULAR ONE QUARTER BLOCK                                                       | Oberer dreieckiger Viertelblock                                                                            |
| U+1FB6E (129902) | 🭮               | anderes Symbol | anderes neutrales Zeichen | RIGHT TRIANGULAR ONE QUARTER BLOCK                                                       | Rechter dreieckiger Viertelblock                                                                           |
| U+1FB6F (129903) | 🭯               | anderes Symbol | anderes neutrales Zeichen | LOWER TRIANGULAR ONE QUARTER BLOCK                                                       | Unterer dreieckiger Viertelblock                                                                           |
| U+1FB70 (129904) | 🭰               | anderes Symbol | anderes neutrales Zeichen | VERTICAL ONE EIGHTH BLOCK-2                                                              | Vertikaler Achtelblock 2                                                                                   |
| U+1FB71 (129905) | 🭱               | anderes Symbol | anderes neutrales Zeichen | VERTICAL ONE EIGHTH BLOCK-3                                                              | Vertikaler Achtelblock 3                                                                                   |
| U+1FB72 (129906) | 🭲               | anderes Symbol | anderes neutrales Zeichen | VERTICAL ONE EIGHTH BLOCK-4                                                              | Vertikaler Achtelblock 4                                                                                   |
| U+1FB73 (129907) | 🭳               | anderes Symbol | anderes neutrales Zeichen | VERTICAL ONE EIGHTH BLOCK-5                                                              | Vertikaler Achtelblock 5                                                                                   |
| U+1FB74 (129908) | 🭴               | anderes Symbol | anderes neutrales Zeichen | VERTICAL ONE EIGHTH BLOCK-6                                                              | Vertikaler Achtelblock 6                                                                                   |
| U+1FB75 (129909) | 🭵               | anderes Symbol | anderes neutrales Zeichen | VERTICAL ONE EIGHTH BLOCK-7                                                              | Vertikaler Achtelblock 7                                                                                   |
| U+1FB76 (129910) | 🭶               | anderes Symbol | anderes neutrales Zeichen | HORIZONTAL ONE EIGHTH BLOCK-2                                                            | Horizontaler Achtelblock 2                                                                                 |
| U+1FB77 (129911) | 🭷               | anderes Symbol | anderes neutrales Zeichen | HORIZONTAL ONE EIGHTH BLOCK-3                                                            | Horizontaler Achtelblock 3                                                                                 |
| U+1FB78 (129912) | 🭸               | anderes Symbol | anderes neutrales Zeichen | HORIZONTAL ONE EIGHTH BLOCK-4                                                            | Horizontaler Achtelblock 4                                                                                 |
| U+1FB79 (129913) | 🭹               | anderes Symbol | anderes neutrales Zeichen | HORIZONTAL ONE EIGHTH BLOCK-5                                                            | Horizontaler Achtelblock 5                                                                                 |
| U+1FB7A (129914) | 🭺               | anderes Symbol | anderes neutrales Zeichen | HORIZONTAL ONE EIGHTH BLOCK-6                                                            | Horizontaler Achtelblock 6                                                                                 |
| U+1FB7B (129915) | 🭻               | anderes Symbol | anderes neutrales Zeichen | HORIZONTAL ONE EIGHTH BLOCK-7                                                            | Horizontaler Achtelblock 7                                                                                 |
| U+1FB7C (129916) | 🭼               | anderes Symbol | anderes neutrales Zeichen | LEFT AND LOWER ONE EIGHTH BLOCK                                                          | Linke und untere Achtelblöcke                                                                              |
| U+1FB7D (129917) | 🭽               | anderes Symbol | anderes neutrales Zeichen | LEFT AND UPPER ONE EIGHTH BLOCK                                                          | Linke und obere Achtelblöcke                                                                               |
| U+1FB7E (129918) | 🭾               | anderes Symbol | anderes neutrales Zeichen | RIGHT AND UPPER ONE EIGHTH BLOCK                                                         | Rechte und obere Achtelblöcke                                                                              |
| U+1FB7F (129919) | 🭿               | anderes Symbol | anderes neutrales Zeichen | RIGHT AND LOWER ONE EIGHTH BLOCK                                                         | Rechte und untere Achtelblöcke                                                                             |
| U+1FB80 (129920) | 🮀               | anderes Symbol | anderes neutrales Zeichen | UPPER AND LOWER ONE EIGHTH BLOCK                                                         | Obere und untere Achtelblöcke                                                                              |
| U+1FB81 (129921) | 🮁               | anderes Symbol | anderes neutrales Zeichen | HORIZONTAL ONE EIGHTH BLOCK-1358                                                         | Horizontale Achtelblöcke 1, 3, 5, 8                                                                        |
| U+1FB82 (129922) | 🮂               | anderes Symbol | anderes neutrales Zeichen | UPPER ONE QUARTER BLOCK                                                                  | Oberer Viertelblock                                                                                        |
| U+1FB83 (129923) | 🮃               | anderes Symbol | anderes neutrales Zeichen | UPPER THREE EIGHTHS BLOCK                                                                | Oberer Dreiachtelblock                                                                                     |
| U+1FB84 (129924) | 🮄               | anderes Symbol | anderes neutrales Zeichen | UPPER FIVE EIGHTHS BLOCK                                                                 | Oberer Fünfachtelblock                                                                                     |
| U+1FB85 (129925) | 🮅               | anderes Symbol | anderes neutrales Zeichen | UPPER THREE QUARTERS BLOCK                                                               | Oberer Dreiviertelblock                                                                                    |
| U+1FB86 (129926) | 🮆               | anderes Symbol | anderes neutrales Zeichen | UPPER SEVEN EIGHTHS BLOCK                                                                | Oberer Siebenachtelblock                                                                                   |
| U+1FB87 (129927) | 🮇               | anderes Symbol | anderes neutrales Zeichen | RIGHT ONE QUARTER BLOCK                                                                  | Rechter Viertelblock                                                                                       |
| U+1FB88 (129928) | 🮈               | anderes Symbol | anderes neutrales Zeichen | RIGHT THREE EIGHTHS BLOCK                                                                | Rechter Dreiachtelblock                                                                                    |
| U+1FB89 (129929) | 🮉               | anderes Symbol | anderes neutrales Zeichen | RIGHT FIVE EIGHTHS BLOCK                                                                 | Rechter Fünfachtelblock                                                                                    |
| U+1FB8A (129930) | 🮊               | anderes Symbol | anderes neutrales Zeichen | RIGHT THREE QUARTERS BLOCK                                                               | Rechter Dreiviertelblock                                                                                   |
| U+1FB8B (129931) | 🮋               | anderes Symbol | anderes neutrales Zeichen | RIGHT SEVEN EIGHTHS BLOCK                                                                | Rechter Siebenachtelblock                                                                                  |
| U+1FB8C (129932) | 🮌               | anderes Symbol | anderes neutrales Zeichen | LEFT HALF MEDIUM SHADE                                                                   | Mittlere Schattierung, linke Hälfte                                                                        |
| U+1FB8D (129933) | 🮍               | anderes Symbol | anderes neutrales Zeichen | RIGHT HALF MEDIUM SHADE                                                                  | Mittlere Schattierung, rechte Hälfte                                                                       |
| U+1FB8E (129934) | 🮎               | anderes Symbol | anderes neutrales Zeichen | UPPER HALF MEDIUM SHADE                                                                  | Mittlere Schattierung, obere Hälfte                                                                        |
| U+1FB8F (129935) | 🮏               | anderes Symbol | anderes neutrales Zeichen | LOWER HALF MEDIUM SHADE                                                                  | Mittlere Schattierung, untere Hälfte                                                                       |
| U+1FB90 (129936) | 🮐               | anderes Symbol | anderes neutrales Zeichen | INVERSE MEDIUM SHADE                                                                     | Invertierte mittlere Schattierung                                                                          |
| U+1FB91 (129937) | 🮑               | anderes Symbol | anderes neutrales Zeichen | UPPER HALF BLOCK AND LOWER HALF INVERSE MEDIUM SHADE                                     | Oberer Halbblock und invertierte mittlere Schattierung, untere Hälfte                                      |
| U+1FB92 (129938) | 🮒               | anderes Symbol | anderes neutrales Zeichen | UPPER HALF INVERSE MEDIUM SHADE AND LOWER HALF BLOCK                                     | Invertierte mittlere Schattierung, obere Hälfte, und unterer Halbblock                                     |
| U+1FB94 (129940) | 🮔               | anderes Symbol | anderes neutrales Zeichen | LEFT HALF INVERSE MEDIUM SHADE AND RIGHT HALF BLOCK                                      | Invertierte mittlere Schattierung, linke Hälfte, und rechter Halbblock                                     |
| U+1FB95 (129941) | 🮕               | anderes Symbol | anderes neutrales Zeichen | CHECKER BOARD FILL                                                                       | Schachbrettmuster                                                                                          |
| U+1FB96 (129942) | 🮖               | anderes Symbol | anderes neutrales Zeichen | INVERSE CHECKER BOARD FILL                                                               | Invertiertes Schachbrettmuster                                                                             |
| U+1FB97 (129943) | 🮗               | anderes Symbol | anderes neutrales Zeichen | HEAVY HORIZONTAL FILL                                                                    | Dicke horizontale Schraffur                                                                                |
| U+1FB98 (129944) | 🮘               | anderes Symbol | anderes neutrales Zeichen | UPPER LEFT TO LOWER RIGHT FILL                                                           | Schraffur von oben-links nach unten-rechts                                                                 |
| U+1FB99 (129945) | 🮙               | anderes Symbol | anderes neutrales Zeichen | UPPER RIGHT TO LOWER LEFT FILL                                                           | Schraffur von oben-rechts nach unten-links                                                                 |
| U+1FB9A (129946) | 🮚               | anderes Symbol | anderes neutrales Zeichen | UPPER AND LOWER TRIANGULAR HALF BLOCK                                                    | Oberer und unterer dreieckiger Halbblock                                                                   |
| U+1FB9B (129947) | 🮛               | anderes Symbol | anderes neutrales Zeichen | LEFT AND RIGHT TRIANGULAR HALF BLOCK                                                     | Linker und rechter dreieckiger Halbblock                                                                   |
| U+1FB9C (129948) | 🮜               | anderes Symbol | anderes neutrales Zeichen | UPPER LEFT TRIANGULAR MEDIUM SHADE                                                       | Obere, linke dreieckige mittlere Schattierung                                                              |
| U+1FB9D (129949) | 🮝               | anderes Symbol | anderes neutrales Zeichen | UPPER RIGHT TRIANGULAR MEDIUM SHADE                                                      | Obere, rechte dreieckige mittlere Schattierung                                                             |
| U+1FB9E (129950) | 🮞               | anderes Symbol | anderes neutrales Zeichen | LOWER RIGHT TRIANGULAR MEDIUM SHADE                                                      | Untere, rechte dreieckige mittlere Schattierung                                                            |
| U+1FB9F (129951) | 🮟               | anderes Symbol | anderes neutrales Zeichen | LOWER LEFT TRIANGULAR MEDIUM SHADE                                                       | Untere, linke dreieckige mittlere Schattierung                                                             |
| U+1FBA0 (129952) | 🮠               | anderes Symbol | anderes neutrales Zeichen | BOX DRAWINGS LIGHT DIAGONAL UPPER CENTRE TO MIDDLE LEFT                                  | Dünnes, diagonales Rahmenelement, oben-zentriert nach mittig-links                                         |
| U+1FBA1 (129953) | 🮡               | anderes Symbol | anderes neutrales Zeichen | BOX DRAWINGS LIGHT DIAGONAL UPPER CENTRE TO MIDDLE RIGHT                                 | Dünnes, diagonales Rahmenelement, oben-zentriert nach mittig-rechts                                        |
| U+1FBA2 (129954) | 🮢               | anderes Symbol | anderes neutrales Zeichen | BOX DRAWINGS LIGHT DIAGONAL MIDDLE LEFT TO LOWER CENTRE                                  | Dünnes, diagonales Rahmenelement, mittig-links nach unten-zentriert                                        |
| U+1FBA3 (129955) | 🮣               | anderes Symbol | anderes neutrales Zeichen | BOX DRAWINGS LIGHT DIAGONAL MIDDLE RIGHT TO LOWER CENTRE                                 | Dünnes, diagonales Rahmenelement, mittig-rechts nach unten-zentriert                                       |
| U+1FBA4 (129956) | 🮤               | anderes Symbol | anderes neutrales Zeichen | BOX DRAWINGS LIGHT DIAGONAL UPPER CENTRE TO MIDDLE LEFT TO LOWER CENTRE                  | Dünnes, diagonales Rahmenelement, oben-zentriert nach mittig-links nach unten-zentriert                    |
| U+1FBA5 (129957) | 🮥               | anderes Symbol | anderes neutrales Zeichen | BOX DRAWINGS LIGHT DIAGONAL UPPER CENTRE TO MIDDLE RIGHT TO LOWER CENTRE                 | Dünnes, diagonales Rahmenelement, oben-zentriert nach mittig-rechts nach unten-zentriert                   |
| U+1FBA6 (129958) | 🮦               | anderes Symbol | anderes neutrales Zeichen | BOX DRAWINGS LIGHT DIAGONAL MIDDLE LEFT TO LOWER CENTRE TO MIDDLE RIGHT                  | Dünnes, diagonales Rahmenelement, mittig-links nach unten-zentriert nach mittig-rechts                     |
| U+1FBA7 (129959) | 🮧               | anderes Symbol | anderes neutrales Zeichen | BOX DRAWINGS LIGHT DIAGONAL MIDDLE LEFT TO UPPER CENTRE TO MIDDLE RIGHT                  | Dünnes, diagonales Rahmenelement, mittig-links nach oben-zentriert nach mittig-rechts                      |
| U+1FBA8 (129960) | 🮨               | anderes Symbol | anderes neutrales Zeichen | BOX DRAWINGS LIGHT DIAGONAL UPPER CENTRE TO MIDDLE LEFT AND MIDDLE RIGHT TO LOWER CENTRE | Dünnes, diagonales Rahmenelement, oben-zentriert nach mittig-links und mittig-rechts nach unten-zentriert  |
| U+1FBA9 (129961) | 🮩               | anderes Symbol | anderes neutrales Zeichen | BOX DRAWINGS LIGHT DIAGONAL UPPER CENTRE TO MIDDLE RIGHT AND MIDDLE LEFT TO LOWER CENTRE | Dünnes, diagonales Rahmenelement, oben-zentriert nach mittig-rechts und mittig-links nach unten-zentriert  |
| U+1FBAA (129962) | 🮪               | anderes Symbol | anderes neutrales Zeichen | BOX DRAWINGS LIGHT DIAGONAL UPPER CENTRE TO MIDDLE RIGHT TO LOWER CENTRE TO MIDDLE LEFT  | Dünnes, diagonales Rahmenelement, oben-zentriert nach mittig-rechts nach unten-zentriert nach mittig-links |
| U+1FBAB (129963) | 🮫               | anderes Symbol | anderes neutrales Zeichen | BOX DRAWINGS LIGHT DIAGONAL UPPER CENTRE TO MIDDLE LEFT TO LOWER CENTRE TO MIDDLE RIGHT  | Dünnes, diagonales Rahmenelement, oben-zentriert nach mittig-links nach unten-zentriert nach mittig-rechts |
| U+1FBAC (129964) | 🮬               | anderes Symbol | anderes neutrales Zeichen | BOX DRAWINGS LIGHT DIAGONAL MIDDLE LEFT TO UPPER CENTRE TO MIDDLE RIGHT TO LOWER CENTRE  | Dünnes, diagonales Rahmenelement, mittig-links nach oben-zentriert nach mittig-rechts nach unten-zentriert |
| U+1FBAD (129965) | 🮭               | anderes Symbol | anderes neutrales Zeichen | BOX DRAWINGS LIGHT DIAGONAL MIDDLE RIGHT TO UPPER CENTRE TO MIDDLE LEFT TO LOWER CENTRE  | Dünnes, diagonales Rahmenelement, mittig-rechts nach oben-zentriert nach mittig-links nach unten-zentriert |
| U+1FBAE (129966) | 🮮               | anderes Symbol | anderes neutrales Zeichen | BOX DRAWINGS LIGHT DIAGONAL DIAMOND                                                      | Dünnes, diagonales, rautenförmiges Rahmenelement                                                           |
| U+1FBAF (129967) | 🮯               | anderes Symbol | anderes neutrales Zeichen | BOX DRAWINGS LIGHT HORIZONTAL WITH VERTICAL STROKE                                       | Dünnes, horizontales Rahmenelement mit vertikalem Strich                                                   |
| U+1FBB0 (129968) | 🮰               | anderes Symbol | anderes neutrales Zeichen | ARROWHEAD-SHAPED POINTER                                                                 | Pfeilkopfförmiger Zeiger                                                                                   |
| U+1FBB1 (129969) | 🮱               | anderes Symbol | anderes neutrales Zeichen | INVERSE CHECK MARK                                                                       | Invertiertes Häkchen                                                                                       |
| U+1FBB2 (129970) | 🮲               | anderes Symbol | anderes neutrales Zeichen | LEFT HALF RUNNING MAN                                                                    | „Running Man“, linke Hälfte                                                                                |
| U+1FBB3 (129971) | 🮳               | anderes Symbol | anderes neutrales Zeichen | RIGHT HALF RUNNING MAN                                                                   | „Running Man“, rechte Hälfte                                                                               |
| U+1FBB4 (129972) | 🮴               | anderes Symbol | anderes neutrales Zeichen | INVERSE DOWNWARDS ARROW WITH TIP LEFTWARDS                                               | Invertierter Pfeil nach unten mit Spitze nach links                                                        |
| U+1FBB5 (129973) | 🮵               | anderes Symbol | anderes neutrales Zeichen | LEFTWARDS ARROW AND UPPER AND LOWER ONE EIGHTH BLOCK                                     | Pfeil nach links und oberer und unterer Achtelblock                                                        |
| U+1FBB6 (129974) | 🮶               | anderes Symbol | anderes neutrales Zeichen | RIGHTWARDS ARROW AND UPPER AND LOWER ONE EIGHTH BLOCK                                    | Pfeil nach rechts und oberer und unterer Achtelblock                                                       |
| U+1FBB7 (129975) | 🮷               | anderes Symbol | anderes neutrales Zeichen | DOWNWARDS ARROW AND RIGHT ONE EIGHTH BLOCK                                               | Pfeil nach unten und rechter Achtelblock                                                                   |
| U+1FBB8 (129976) | 🮸               | anderes Symbol | anderes neutrales Zeichen | UPWARDS ARROW AND RIGHT ONE EIGHTH BLOCK                                                 | Pfeil nach oben und rechter Achtelblock                                                                    |
| U+1FBB9 (129977) | 🮹               | anderes Symbol | anderes neutrales Zeichen | LEFT HALF FOLDER                                                                         | Ordner (🗀), linke Hälfte                                                                                   |
| U+1FBBA (129978) | 🮺               | anderes Symbol | anderes neutrales Zeichen | RIGHT HALF FOLDER                                                                        | Ordner, rechte Hälfte                                                                                      |
| U+1FBBB (129979) | 🮻               | anderes Symbol | anderes neutrales Zeichen | VOIDED GREEK CROSS                                                                       | Leeres griechisches Kreuz                                                                                  |
| U+1FBBC (129980) | 🮼               | anderes Symbol | anderes neutrales Zeichen | RIGHT OPEN SQUARED DOT                                                                   | Von rechts offen eingekästelter Punkt                                                                      |
| U+1FBBD (129981) | 🮽               | anderes Symbol | anderes neutrales Zeichen | NEGATIVE DIAGONAL CROSS                                                                  | Negatives diagonales Kreuz                                                                                 |
| U+1FBBE (129982) | 🮾               | anderes Symbol | anderes neutrales Zeichen | NEGATIVE DIAGONAL MIDDLE RIGHT TO LOWER CENTRE                                           | Negative diagonale Linie, mittig-rechts nach unten-zentriert                                               |
| U+1FBBF (129983) | 🮿               | anderes Symbol | anderes neutrales Zeichen | NEGATIVE DIAGONAL DIAMOND                                                                | Negative diagonale Raute                                                                                   |
| U+1FBC0 (129984) | 🯀               | anderes Symbol | anderes neutrales Zeichen | WHITE HEAVY SALTIRE WITH ROUNDED CORNERS                                                 | Weißes, dickes Andreaskreuz mit abgerundeten Ecken                                                         |
| U+1FBC1 (129985) | 🯁               | anderes Symbol | anderes neutrales Zeichen | LEFT THIRD WHITE RIGHT POINTING INDEX                                                    | Weißer Zeigefinger nach rechts (☞), linkes Drittel                                                         |
| U+1FBC2 (129986) | 🯂               | anderes Symbol | anderes neutrales Zeichen | MIDDLE THIRD WHITE RIGHT POINTING INDEX                                                  | Weißer Zeigefinger nach rechts, mittleres Drittel                                                          |
| U+1FBC3 (129987) | 🯃               | anderes Symbol | anderes neutrales Zeichen | RIGHT THIRD WHITE RIGHT POINTING INDEX                                                   | Weißer Zeigefinger nach rechts, rechtes Drittel                                                            |
| U+1FBC4 (129988) | 🯄               | anderes Symbol | anderes neutrales Zeichen | NEGATIVE SQUARED QUESTION MARK                                                           | Negatives eingekästeltes Fragezeichen                                                                      |
| U+1FBC5 (129989) | 🯅               | anderes Symbol | anderes neutrales Zeichen | STICK FIGURE                                                                             | Strichmännchen                                                                                             |
| U+1FBC6 (129990) | 🯆               | anderes Symbol | anderes neutrales Zeichen | STICK FIGURE WITH ARMS RAISED                                                            | Strichmännchen mit erhobenen Armen                                                                         |
| U+1FBC7 (129991) | 🯇               | anderes Symbol | anderes neutrales Zeichen | STICK FIGURE LEANING LEFT                                                                | Nach links lehnendes Strichmännchen                                                                        |
| U+1FBC8 (129992) | 🯈               | anderes Symbol | anderes neutrales Zeichen | STICK FIGURE LEANING RIGHT                                                               | Nach rechts lehnendes Strichmännchen                                                                       |
| U+1FBC9 (129993) | 🯉               | anderes Symbol | anderes neutrales Zeichen | STICK FIGURE WITH DRESS                                                                  | Strichmännchen mit Kleid                                                                                   |
| U+1FBCA (129994) | 🯊               | anderes Symbol | anderes neutrales Zeichen | WHITE UP-POINTING CHEVRON                                                                | Weißer, nach oben zeigender Chevron-Pfeil                                                                  |
| U+1FBF0 (130032) | 🯰               | Dezimalziffer  | europäische Ziffer        | SEGMENTED DIGIT ZERO                                                                     | Segmentierte Ziffer Null                                                                                   |
| U+1FBF1 (130033) | 🯱               | Dezimalziffer  | europäische Ziffer        | SEGMENTED DIGIT ONE                                                                      | Segmentierte Ziffer Eins                                                                                   |
| U+1FBF2 (130034) | 🯲               | Dezimalziffer  | europäische Ziffer        | SEGMENTED DIGIT TWO                                                                      | Segmentierte Ziffer Zwei                                                                                   |
| U+1FBF3 (130035) | 🯳               | Dezimalziffer  | europäische Ziffer        | SEGMENTED DIGIT THREE                                                                    | Segmentierte Ziffer Drei                                                                                   |
| U+1FBF4 (130036) | 🯴               | Dezimalziffer  | europäische Ziffer        | SEGMENTED DIGIT FOUR                                                                     | Segmentierte Ziffer Vier                                                                                   |
| U+1FBF5 (130037) | 🯵               | Dezimalziffer  | europäische Ziffer        | SEGMENTED DIGIT FIVE                                                                     | Segmentierte Ziffer Fünf                                                                                   |
| U+1FBF6 (130038) | 🯶               | Dezimalziffer  | europäische Ziffer        | SEGMENTED DIGIT SIX                                                                      | Segmentierte Ziffer Sechs                                                                                  |
| U+1FBF7 (130039) | 🯷               | Dezimalziffer  | europäische Ziffer        | SEGMENTED DIGIT SEVEN                                                                    | Segmentierte Ziffer Sieben                                                                                 |
| U+1FBF8 (130040) | 🯸               | Dezimalziffer  | europäische Ziffer        | SEGMENTED DIGIT EIGHT                                                                    | Segmentierte Ziffer Acht                                                                                   |
| U+1FBF9 (130041) | 🯹               | Dezimalziffer  | europäische Ziffer        | SEGMENTED DIGIT NINE                                                                     | Segmentierte Ziffer Neun                                                                                   |